# Tlaxcalteca
Tlaxcalteca (Tlascala, Tlascalan, Tlaxcaltec, Tlaxcalteco), nekad snažan indijanski narod nastanjen u vrijeme hispanskog Osvajanja na području današnje meksičke države Tlaxcala. Tlaškalteci su govorili nahua jezikom, porodica Juto-Asteci, te su rasno i jezično srodni Astecima. 

## Povijest, život i običaji Tlaškalteka
Dolina u kojoj su živjeli Tlaškalteci duga je oko 15 milja (24 kilometra) i široka oko 10 milja  (16 kilometara). U vrijeme dolaska Corteza Tlaxcala je imala oko 500.000 stanovnika. prema Ixtlilxochitlu imali su 80.000 ratnika, što Torquemada ograničava na 30.000. 
Ime Tlaškale označava 'mjesto kruha'. Bili su vješti poljodjelci i uzgajivači kukuruza i magveja. Ovim proizvodima su i trgovali.
Asteci Tlaškalteke nisu nikada uspjeli pokoriti, a ulaz u dolinu bio je moguć samo s jedne strane, s istoka, koji su u rukama držali Otomí. Ostale tri strane doline opasane su planinskim bedemima.
Tlaxcala, glavni grad Tlaškalteka bio je bio je podijeljen na 4 dijela, a jedni od drugih odvojeni visokim kamenim zidovima. Svakim dijelom vladao je jedan poglavica, svaki u svojoj palači.
Bolje kuće zidane su od vapna, kamena i ćerpiča, a jednostavnije od gliba i zemlje. Ulice u njemu bijahu uske i tamne.
Tlaškalteki bijahu naoružani praćkama, lukom i strijelom i kopljem koje se izbacivalo atl-atlom. Uz koplje je pričvršćen remen koji je ostajao u šaci tako da se oružje moglo povući unatrag, i bijaše znatno prodornije, nego što je koplje izbačeno golom rukom. Drugo strahovito bilo je macquahuitl, to su toljage sa šiljcima od itztlija (opsidijana) čijim se zamahom mogao oboriti konj. Za svoju osobnu zaštitu u borbi tlaškaltečki ratnik nosio je pamučni oklop escaupil, čija je glavna namjena bila da se zaštiti od strijela. escaupil su od Indijanaca preuzeli i Španjolci.
Na područje Anahuaca došli su pred kraj 12. stoljeća. Navodno se isprva naseljavaju na zapadnoj obali jezera Texcoco, odakle su se zbog napada susjednih ratobornih plemena morali povući. Podijele se tada na tri grane. Jedna ode na Sierru de Tlaxcalu. Ostale dvije se razdijele na 4 države. Svaka je imala svoga vladara i na svome području je samostalna, te u svim stvarima koje su se ticala saveza, ravnopravna s ostale tri. Svaka od njihovih četiri vojski imala je svoj grb, zastavu, ratne boje i pernate ogrtače. Zastava Tlaškale imala je na sebi zlatnog orla sličnog rimskom signumu, bogato urešena smaragdima i srebrnim ornamentima. Grb jedne od ovih država, Titcala, imao je na zastavi čaplju i žute pruge.
Tlaškala je u ruke Španjolaca pala 23. rujna 1519., a otada oni postaju vjerni saveznici Španjolaca u borbi protiv Asteka i drugih njima neprijateljskih plemena.

## Vanjske poveznice
- Enciclopedia de los Municipios de México: Tlaxcala  Arhivirana inačica izvorne stranice od 17. svibnja 2007. (Wayback Machine)